# 梅利库卡
梅利库卡（義大利語：Melicuccà），是意大利雷焦卡拉布里亞廣域市的一个市镇。总面积17平方公里，人口1013人，人口密度59.6人/平方公里（2009年）。ISTAT代码为080048。